# 사격 경기
사격경기(射擊競技, sports shooting)는 총기를 사용하는 능력을 겨루는 스포츠의 하나이다. 원래 사격술은 전쟁에 대비해 혹은 수렵을 위한 기술로서 연습되어 왔지만, 살상 기술의 연습으로서의 의미보다는 자아 만족의 의미에 더욱 중심이 두어진 것이 스포츠로서의 사격이다.
유럽 지역의 언어에서는 스포츠로서의 사격이라고 하면 발사기구를 사용한다는 점에서 활을 사용하는 것도 포함하는 것이 되지만, 미국에서는 사격이라고 하면 특히 총기를 사용하는 것을 주로 지칭하며, 한국어에서도 스포츠로서 '사격'을 언급할 때는 총기를 사용하는 것에 한정하는 의미로 사용된다.

## 스포츠 사격의 역사
스포츠로서의 사격의 전통은 유럽에서 비롯되었다. 그 정확한 기원은 확인할 수 없으나, 문헌에 따르면 사격 경기의 역사는 11세기까지로 거슬러 올라간다고 한다. 그 뒤의 것으로 1484년 9월 22일자 발행의 사격 대회 초청장이 발견되기도 하며, 문학이나 그림과 같은 예술 작품에서도 스포츠 사격의 모습을 살펴볼 수 있는데, 켈러의 소설 "사격제"나, 렘브란트의 그림 “야경”(1642년)에서 보이는 당시 네덜란드의 사격 동호회원들의 모습 등을 들 수 있다.
총기의 현대화와 함께 19세기 들어, 스포츠 사격은 오늘날과 같은 형태를 띠게 되었다. 유럽 각국에서 사격협회가 창설되었으며 올림픽 경기에서 사격 경기가 정식 종목으로 채택되기도 하였다. 그러한 움직임 속에서 1907년에 국제사격연맹이 창립되었고, 국제사격연맹이 정한 규칙에 의해 행해지는 국제식 사격이 올림픽 사격 경기의 방식이 됨으로써 오늘날 스포츠 사격의 가장 대표적인 경기 방식이 되었다.
그러나 국제식 사격 외에도 지역별로 다양한 경기 방식들이 존재하며, 특히 총기 소지가 자유로운 미국을 중심으로 실전성을 강조하는 IPSC나 IDPA 등의 단체가 주관하는 사격 경기 등이 있다.

## 스포츠 사격의 종류
스포츠로서의 사격은 다양한 기준으로 분류해 볼 수 있으나, 사용하는 총기에 의해서 분류하는 것이 가장 일반적이라고 할 수 있다.

### 소총
- 국제사격연맹이 주관하는 국제식 사격
- 바이애슬론

크로스 컨트리 스키와 사격의 결합
- 세계군인체육회(CISM)의 군사 속사(military rapid fire) 종목

국제식 사격의 변형
- 전장식 소총 사격 또는 카우보이 액션 슈팅과 같은, 오래된 총기나 그 모조품을 사용하는 경기

미국의 서부 개척시대의 복장으로, 당시에 사용하던 총기로 사격한다.
- 갤러리 라이플

영국에서 총기 규제가 엄격해진 이후 유행하게 되었다.
- 의탁식 사격(benchrest shooting)

탁자에 소총을 의지하여 하는 정밀 사격.
- 대구경 소총 사격

22구경으로 대표되는 '소구경 소총'에 대비되는 개념이라 할 수 있다.
- 공기소총 3자세

ISSF의 50미터 소총 경기의 축소판이지만, 정식 ISSF 종목은 아니다.
- 필드 슈팅

스칸디나비아 지역에서 행해짐
- 80 미터 러닝 타겟

80 미터 거리에서 이동하는 사슴 모양의 표적에 사격하는 경기. 스칸디나비아 지역에서 널리 행해진다.
- 하계 바이애슬론

바이애슬론의 크로스컨트리 스키 종목을, 크로스컨트리 육상으로 대체한 것으로 독일에서 널리 행해진다.
- 밀리터리 서비스 라이플

군용의 소총을 사용하는 사격 경기
- 팔마식 사격

PALMA 사격은 1876년부터 시작되어온 장거리 사격 경기이다. 첫 팔마 사격 경기주최는 미국팀(U.S.)과 Ireland(Republic of Ireland) 으로부터 시작되었으며 지금까지 이어져 오고 있다. -참고로 초창기 당시는 화승총(머즐로더)을 사용하였다. 팔마 경기는 현재 여러 국가에서 이루어지고 있으며 규칙으로는 광학장비(스코프)를 사용하지 아니하고 경기용 가늠쇠 가늠좌(아이론 사이트)를 이용하며, 1000야드 서부터 그 이상까지도 이루어진다. 각 나라마다 사격 거리와 룰은 조금씩 다르지만 각 경기마다 탄두규격을 정하여 경기를 치루도록 한다. 가장 일반화된 규격은 .308 win 155gr이다.

### 권총
- 국제사격연맹이 주관하는 국제식 사격
- 근대5종에서의 사격 경기
- 세계군인체육회(CISM)의 군사 속사(military rapid fire) 종목
- 전장식 소총 사격 또는 카우보이 액션 슈팅과 같은, 오래된 총기나 그 모조품을 사용하는 경기
- IPSC나 IDPA가 주관하는 실전 사격(practical shooting)
- PPC1500

경찰 훈련 과정에서 만들어진 정밀 사격 경기
- 메탈릭 실루엣 (Metallic silhouette)

금속제 표적에 사격하는 경기.
- 미국총기협회(NRA)가 주관하는 불즈아이(Bullseye, Conventional Pistol)
- 필드 슈팅
- 플린킹(plinking)

특별한 규칙이 없이 다양한 물건(가구, 전자제품 등...)을 표적으로 두고 사격하면서 즐기는 게임.